# Gott mit uns
Gott mit uns ("Gud med os")(Matthæus 1,18-25) var det preussiske kongehus' valgsprog fra 1701, og fra 1871 også de tyske kejseres valgsprog. Det var en del af det preussiske og tyske militære øvrighedstegn. Også efter monarkiets fald i 1918 blev valgsproget benyttet af den tyske hær. Det tyske politi brugte valgsproget frem til 1970-tallet.
Valgsproget blev også benyttet af den svenske kong Gustav 2. Adolf, og var slagord for hans hær og for Brandenburgs hær under trediveårskrigen.